# Pesca con piedra

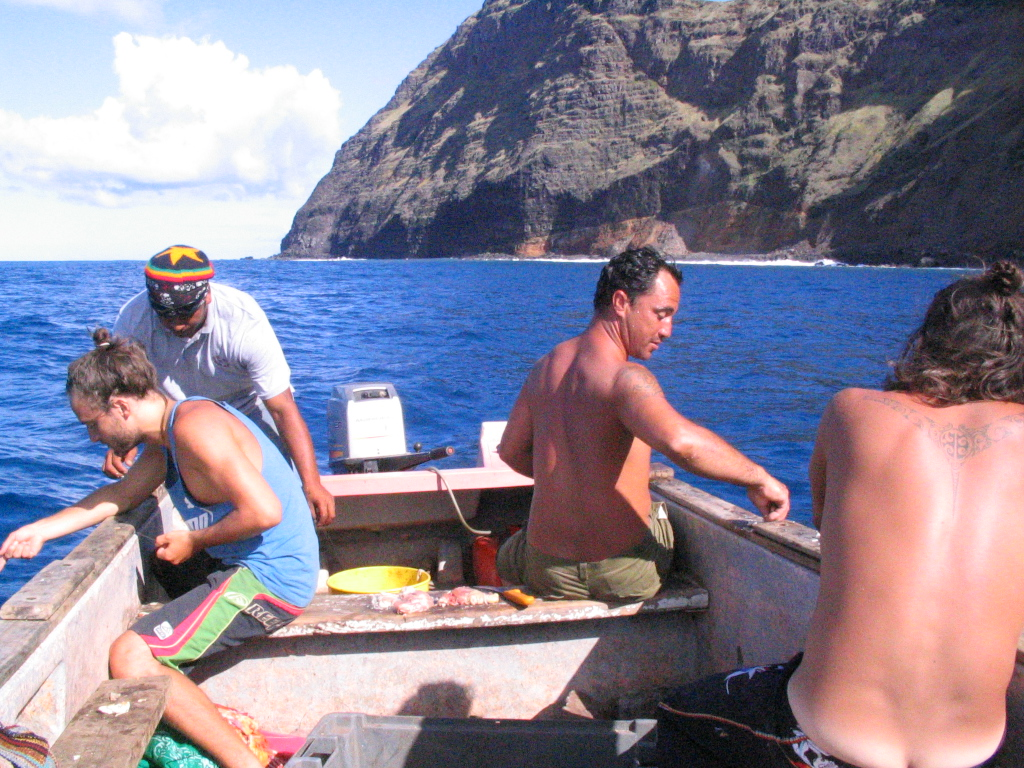
Pescando a la roca.

La pesca con piedra es una técnica de pesca originaria de la Polinesia. En la actualidad se utiliza en Isla de Pascua, Chile. Se practica generalmente en la pesca sobre bote.

## Técnica
Consiste en colocar el anzuelo con la carnada sobre una piedra del tamaño aproximado de un puño, luego se le da una vuelta con nylon de pesca pasando por sobre el anzuelo, sujetándolo así a la piedra. Posteriormente se debe adherir un pedazo de pan del diámetro de una moneda para luego enrollar la lienza sobre éste (las veces que sea necesario como para alcanzar la profundidad del pez que se busca pescar) también sujetándolo sobre la piedra. Entonces al arrojar el sistema al agua sucede el primer contacto: la piedra atraviesa el agua emitiendo un ruido percibido por los peces llamando su atención, el pescador debe dejar que la piedra baje hasta un punto necesario para que ahí se desenrolle la piedra liberando el pan, este atrae a los peces más pequeños que satisfechos de la miga atraen a otras especies que comienzan a picar el anzuelo suspendido.

## Ventajas
Las ventajas de esta técnica residen en la sencillez de los materiales. Solamente hace falta un carrete simple de nylon (la medida depende de la especie que se intente pescar y la profundidar en donde habita), anzuelo, pan y pollo.
- Datos: Q6073193